# Dixa universitatis
Dixa universitatis är en tvåvingeart som beskrevs av Cockerell 1926. Dixa universitatis ingår i släktet Dixa och familjen u-myggor.
Artens utbredningsområde är Colorado. Inga underarter finns listade i Catalogue of Life.